# 奧爾良 (內布拉斯加州)
奧爾良（英語：Orleans）是位於美國內布拉斯加州哈倫縣的村。

## 人口
根據2020年美國人口普查的數據，奧爾良的面積為1.55平方千米，皆為陸地。當地共有人口341人，而人口密度為每平方千米220人。